# Mensagem de texto

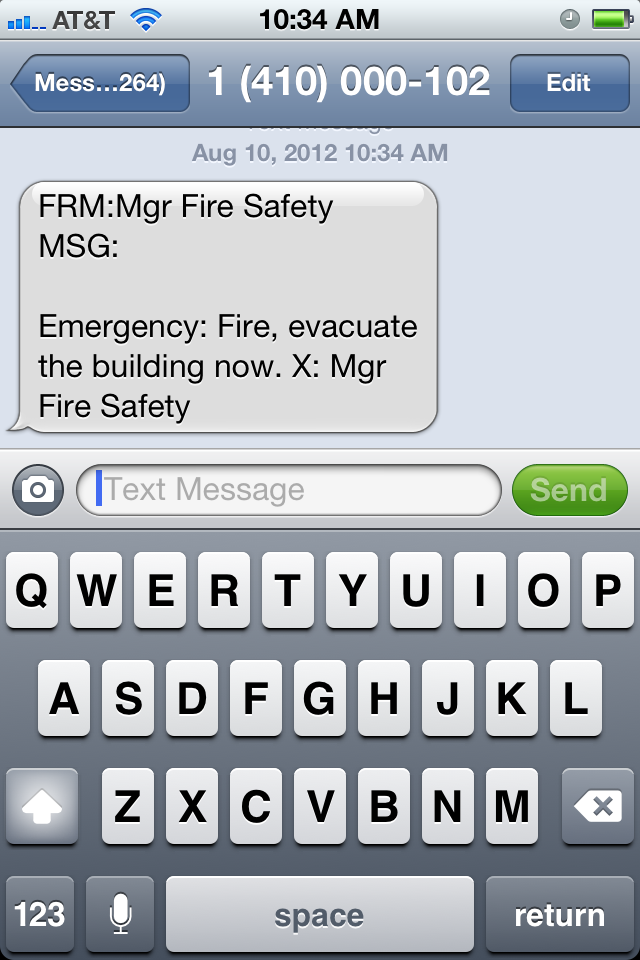
Uma mensagem de texto exibida na tela de um iPhone antes do iOS 7.

Mensagem de texto refere-se a uma mensagem eletrônica, geralmente constituída de caracteres alfabéticos e numéricos, trocada entre dois ou mais usuários de dispositivos móveis, desktops/laptops ou outro tipo de computador compatível. As mensagens de texto podem ser enviadas por uma rede celular ou também por uma conexão com a Internet.
O termo originalmente se refere a mensagens enviadas usando o Short Message Service (SMS). Essas mensagens ultrapassaram o texto alfanumérico e passaram a incluir mensagens multimídia (conhecidas como MMS) contendo imagens digitais, vídeos e conteúdo sonoro, além de ideogramas conhecidos como emoji (rostos felizes, rostos tristes e outros ícones).
As mensagens de texto são usadas para fins pessoais, familiares, comerciais e sociais. As organizações governamentais e não governamentais usam mensagens de texto para comunicação entre colegas. Nos anos 2010, o envio de mensagens informais curtas tornou-se parte aceita de muitas culturas, como aconteceu anteriormente com os emails. Isso torna o envio de mensagens de texto uma maneira rápida e fácil de se comunicar com amigos, familiares e colegas, inclusive em contextos em que uma ligação seria indelicada ou inapropriada (por exemplo, ligar muito tarde da noite ou quando alguém sabe que a outra pessoa está ocupada com a família). ou atividades de trabalho). Assim como email e correio de voz, e diferentemente das chamadas (nas quais o chamador espera falar diretamente com o destinatário), o envio de mensagens de texto não exige que o chamador e o destinatário estejam livres no mesmo momento; isso permite a comunicação mesmo entre indivíduos ocupados. As mensagens de texto também podem ser usadas para interagir com sistemas automatizados, por exemplo, para solicitar produtos ou serviços de sites de comércio eletrônico ou para participar de concursos online. Anunciantes e provedores de serviços usam marketing direto de texto para enviar mensagens aos usuários móveis sobre promoções, datas de vencimento de pagamento e outras notificações, em vez de usar correio postal, email ou correio de voz.

## Terminologia
O serviço é referido por diferentes coloquialismos, dependendo da região. Pode simplesmente ser chamado de "texto" na América do Norte, Reino Unido, Austrália, Nova Zelândia e Filipinas, um "SMS" na maior parte da Europa continental ou "MMS" ou "SMS" no Oriente Médio, África e Ásia. O remetente de uma mensagem de texto é geralmente chamado de "texter".

## Tattle texting
Tattle texting pode significar uma das duas tendências de texto diferentes:

### Arena de segurança
Agora, muitas arenas esportivas oferecem um número em que os clientes podem relatar questões de segurança, como fãs bêbados ou indisciplinados, ou questões de segurança, como vazamentos. Esses programas foram elogiados pelos usuários e pelo pessoal de segurança como mais eficazes do que os métodos tradicionais. Por exemplo, o cliente não precisa sair do lugar e perder o evento para relatar algo importante. Além disso, fãs perturbadores podem ser denunciados com relativo anonimato. A "manipulação de texto" também oferece à equipe de segurança uma ferramenta útil para priorizar as mensagens. Por exemplo, uma única reclamação em uma seção sobre um fã indisciplinado pode ser tratada quando conveniente, enquanto várias reclamações de vários usuários diferentes podem ser respondidas imediatamente.

### Carros inteligentes
Nesse contexto, "mensagens de texto discretas" se refere a um texto automático enviado pelo computador em um automóvel, porque uma condição predefinida foi atendida.[carece de fontes?] O uso mais comum para isso é que os pais recebam textos do carro que seu filho está dirigindo, alertando-os sobre excesso de velocidade ou outros problemas. Os empregadores também podem usar o serviço para monitorar seus veículos corporativos. A tecnologia ainda é nova e (atualmente) está disponível apenas em alguns modelos de carros.
As condições comuns que podem ser escolhidas para enviar um texto são:
- Acelerando. Com o uso de GPS, mapas armazenados e informações de limite de velocidade, o computador de bordo pode determinar se o driver está excedendo o limite de velocidade atual. O dispositivo pode armazenar essas informações e / ou enviá-las para outro destinatário.
- Alcance. Os pais / empregadores podem definir um intervalo máximo a partir de um local fixo, após o qual um "texto simples" é enviado. Isso pode não apenas manter as crianças próximas de casa e impedir que os funcionários usem veículos corporativos de maneira inadequada, mas também pode ser uma ferramenta crucial para identificar rapidamente veículos roubados, macacos de carro e sequestros.